# پسرها (فیلم ۱۹۷۷)
پسرها (دانمارکی: Drenge) یک فیلم است که در سال ۱۹۷۷ منتشر شد.